# Bayezid I
Bayezid I, detto Yıldırım (il fulmine) (in turco ottomano بايزيد اول; in turco I.Bayezid-ı Yıldırım; occasionalmente in italiano: Baiasette I; Bursa, 1360 – Akşehir, 8 marzo 1403), è stato sultano dell'impero ottomano dal 1389 fino alla sua cattura per mano di Tamerlano nel 1402, a seguito della battaglia di Ankara. La sua morte in prigionia l'anno seguente causò il cosiddetto interregno ottomano, che vide i suoi figli combattere per un decennio l'uno contro l'altro per il trono, fino all'ascesa di Mehmed I nel 1413.
Bayezid completò la conquista dell'Anatolia conquistando o rendendo suoi vassalli tutti i beylik turchi ancora indipendenti e sconfisse i crociati nella battaglia di Nicopoli del 1396, intervenuto per cercare di rompere il suo assedio a Costantinopoli, a cui però dovette rinunciare nel 1402 a causa dell'avanzata di Tamerlano, khan timuride.

## Biografia

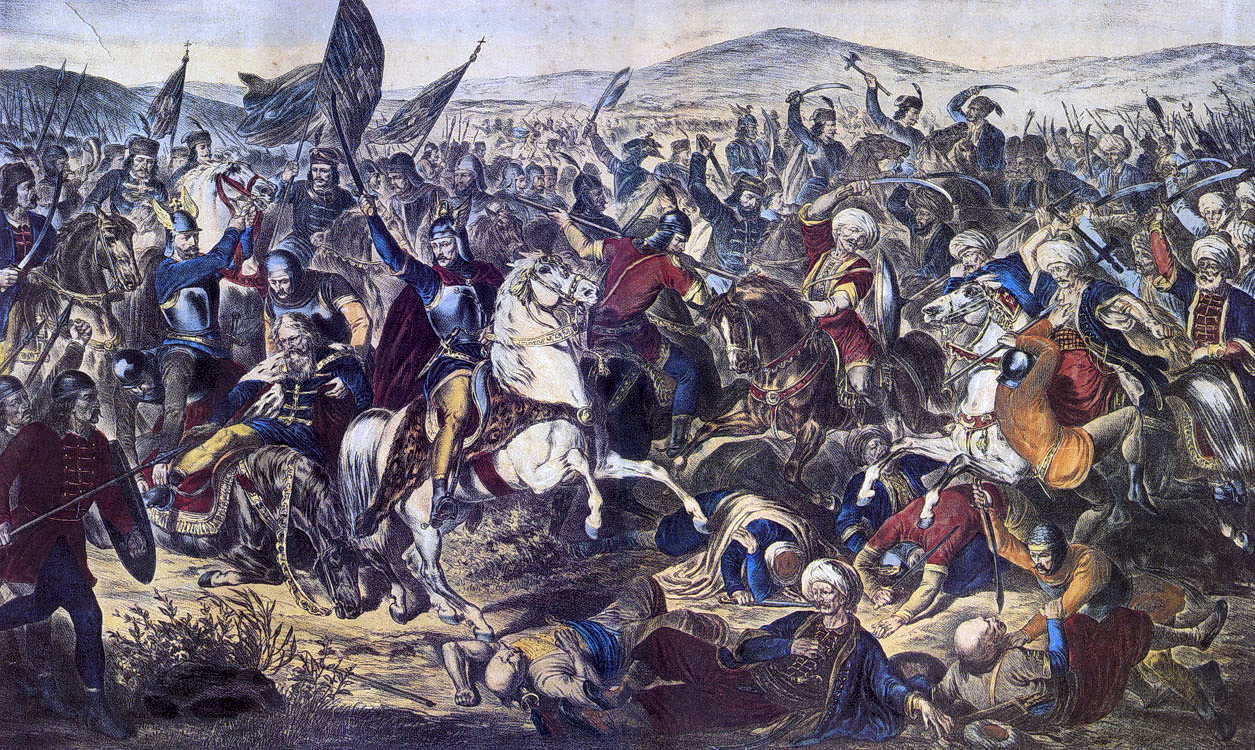
Battaglia di Piana dei Merli, Adam Stefanović, 1870

### Origini
Bayezid I nacque a Bursa nel 1360, figlio del sultano ottomano Murad I (salito al trono nel 1362) e della concubina Gülçiçek Hatun.
Nel 1379 venne nominato governatore di Kütahya, una carica guadagnata tramite il suo matrimonio, l'anno prima, con Devletşah Hatun, principessa di Germiyan.
Valente soldato, si guadagnò il soprannome il fulmine nel 1386, a causa della velocità della sua risposta alla ribellione di Alaeddin, Bey di Karaman e marito di Nefise Hatun, una sorellastra di Bayezid.
Divenne sultano il 28 giugno 1389, a seguito della battaglia di Piana dei Merli, combattuta contro l'impero serbo, durante la quale suo padre perse la vita. Bayezid, che comandava l'ala dell'esercito rimasta al campo, ricevette per primo la notizia rispetto al suo fratellastro Yakub, che invece era stato inviato a inseguire la retroguardia nemica in fuga. Una volta rientrato, Bayezid lo convocò nella sua tenda e lo fece strangolare, così da rimanere l'unico candidato al trono. L'anno seguente, Bayezid sposò la principessa serba Maria Olivera Despina, figlia di Lazar, comandante nemico alla Piana dei Merli e anche lui morto quel giorno. In cambio, Bayezid riconobbe il figlio di Lazar, Stefan, come nuovo despota, anche se alla fine Bayezid sottomise la Serbia conquistando Skopje nel 1391.

### Conquista dell'Anatolia

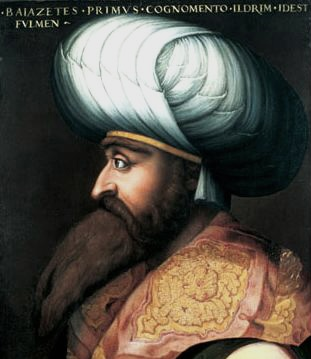
Bayezid I, Cristofano dell'Altissimo, 1552-1562

Subito dopo la sua salita al trono, il principale obiettivo di Bayezid fu portare l'intera Anatolia sotto il dominio ottomano, conquistando i beylik ancora indipendenti. La principale problematica di questo progetto non era di ordine militare ma religioso: infatti, i beylik anatolici erano retti da dinastie mussulmane, nonché abitati da popolazioni a maggioranza mussulmana, e i precetti dell'Islam vietavano la guerra fra correligionari. Per questa ragione, la prima preoccupazione di Bayezid fu ottenere una fatwa, una sentenza religiosa, che legalizzasse le sue intenzioni, ma anche dopo averla ottenuta preferì sfruttare soprattutto truppe fornite dai vassalli serbi e bizantini, dubitando della fedeltà di quelle turche in questa particolare circostanza.
In un'unica campagna durante l'estate e l'autunno del 1390, Bayezid conquistò Aydin, Menteşe e Saruhan. A quel punto, Süleyman di Karaman cercò di formare una coalizione contro di lui insieme a Kadi Burhan al-Din, sovrano di Sivas, ma con risultati nulli, dal momento che Bayezid conquistò Hamid, Teke, Germiyan, Akşehir, Niğde e Konya, capitale dei Karaman. A quel punto, essendo ormai inverno, agli inizi del 1391 accettò di stipulare un trattato con Karaman in cambio della rottura dei rapporti fra loro e Sivas. Con il ritorno della bella stagione, Bayezid si diresse a nord, conquistando Kastamonu e Sinop, che avevano accolto molti suoi nemici sfuggiti dalle precedenti battaglie. L'ultimo scontro registrato nella regione è la battaglia di Kırkdilim contro Burhan, il 20 luglio 1391: da lui presentata come una grande vittoria che impedì l'espansione ottomana verso Candar, le lettere di Manuele II Paleologo, che accompagnava Bayezid come rappresentante bizantino, testimoniano invece una battaglia di scarsa importanza e che Bayezid si ritirò piuttosto perché riteneva di aver portato a termine i suoi obiettivi.
Fra il 1391 e il 1395 si dedicò alla conquista dell'Ungheria, della Serbia, con la presa della capitale Skopje, e della Grecia settentrionale. Nel 1394 attraversò il Danubio e marciò contro la Valacchia di Mircea il Vecchio. I due eserciti si scontrarono il 17 maggio 1395, nella battaglia di Rovine: sebbene gli ottomani fossero più numerosi, i valacchi riuscirono a respingerli e oltre il Danubio e la campagna fu abbandonata.
Sulla via del ritorno, pose d'assedio Costantinopoli, progetto già tentato nel 1391 e per cui, nel 1393, aveva fatto erigere la fortezza di Anadoluhisarı. Per contrastarlo, Manuele II riuscì a organizzare una crociata, ma l'esercito cristiano guidato da Sigismondo d'Ungheria fu sconfitto nel 1396 nella battaglia di Nicopoli. In ricordo di questa vittoria, Bayezid fece erigere la moschea Ulu Cami di Bursa.
A quel punto l'impero ottomano comprendeva la Tracia, con l'unica eccezione di Costantinopoli, la Macedonia, la Bulgaria e la Serbia, mentre la frontiera asiatica si spingeva fino ai Monti Tauri; e l'esercito ottomano era considerato fra i migliori al mondo. Parallelamente all'assedio, Bayezid inviò ulteriori reparti del suo esercito a conquistare Akçay, dove uccise l'emiro di Karaman, Djanik, controllato da Burhan al-Din, Elbistan e Malatya.
Bayezid mantenne l'assedio fino al 1402, quando dovette smobilitare le truppe per affrontare la minaccia rappresentata da Tamerlano, khan dell'Impero timuride.

### Scontro con Tamerlano

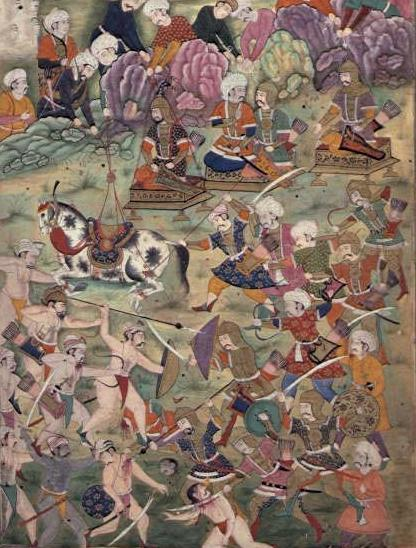
Battaglia di Ankara

A quel punto, fra Bayezid e Tamerlano c'era già stato un lungo periodo di tensione, risalente al 1397, quando Bayezid conquistò i territori di Burhan al-Din e minacciò la frontiera timuride. I due si scambiarono lettere reciprocamente offensive, e in particolare Tamerlano era solito sminuire le vittorie di Bayezid e persino il suo titolo di sultano.
Credimi, non sei altro che una formica : non cercare di combattere gli elefanti perché ti schiacceranno sotto i loro piedi. Può un principino come te contendere con noi? Le tue vittorie non sono straordinarie come le descrivi; perché un turcomanno non parla mai con giudizio. Se non segui i nostri consigli te ne pentirai.

Tamerlano a Bayezid
Nel 1400 Tamerlano iniziò a creare una rete di alleanze con i beylik recentemente conquistati dagli ottomani allo scopo di creare una coalizione da muovere contro Bayezid.
I due si scontrarono il 20 luglio 1402 nella battaglia di Ankara e gli ottomani subirono una devastante sconfitta. Bayezid cercò di ritirarsi con la retroguardia, ma fu catturato e condotto al cospetto di Tamerlano, che lo prese come suo prigioniero, insieme ai suoi figli Musa e Mustafa.
Quando Tamerlano vide Bayezid, rise. Bayezid, offeso da questa risata, gli disse che era indecente ridere della sfortuna; al che Tamerlano rispose: "È chiaro allora che il destino non apprezza il potere e il possesso di vaste terre se le distribuisce agli storpi: a te, lo storto, e a me, lo zoppo".

### Prigionia

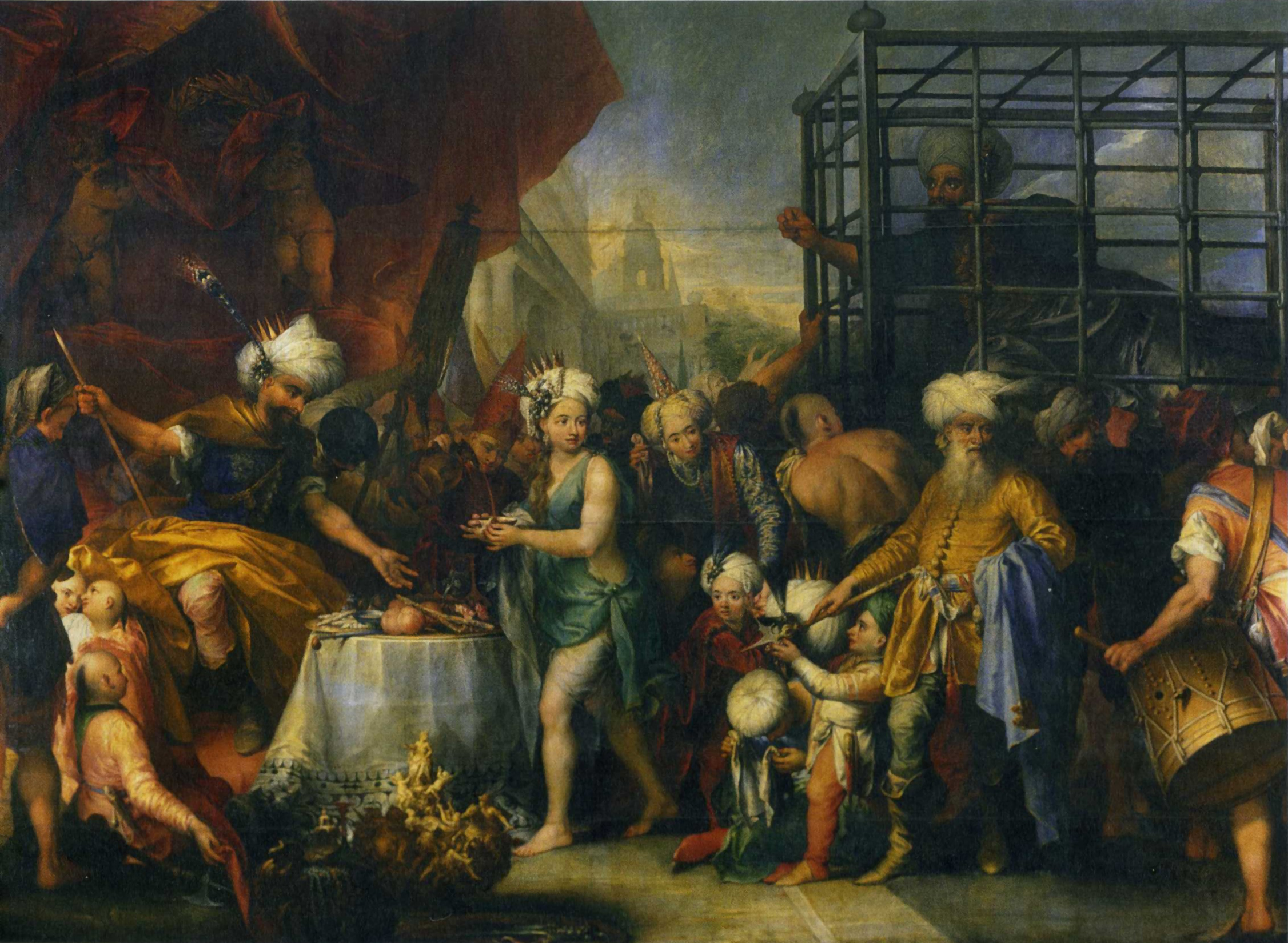
Bayezid in prigionia, costretto a vedere sua moglie Olivera Despina servire Tamerlano seminuda

Bayezid fu condotto come prigioniero a Samarcanda insieme a sua moglie Despina e alle loro due figlie, che furono date in sposa a un nipote di Tamerlano e al figlio di un suo generale, e a diverse donne del suo harem, fra le quali alcune, di nobili origini, furono da Tamerlano liberate e rimandate in Europa.
I resoconti sulla prigionia di Bayezid variano ampiamente a seconda della provenienza della fonte: si va da quelle timuridi, che affermano che il sultano fu ben trattato e che Tamerlano addirittura ne pianse la morte, a quelle ottomane che invece descrivono nel dettaglio le umiliazione che Bayezid avrebbe subito e che lo avrebbero condotto al suicidio.
Fu scritto che Bayezid fu rinchiuso in una gabbia di ferro ed esposto al pubblico ludibrio ovunque Tamerlano lo portasse, che venne usato come poggiapiedi e incatenato sotto al tavolo, costretto a mangiare gli avanzi lanciati dai commensali. Anche sua moglie fu umiliata, essendo stata denudata e costretta, sotto gli occhi del marito, a servire a tavola Tamerlano e i suoi ospiti e a ballare per loro.
Secondo la cronaca di Mehmed Neshri Tamerlano chiese a Bayezid cosa ne facesse dei prigionieri, al che lui rispose: "Gli rinchiudo in una gabbia di ferro". E Tamerlano concluse: "Questa è una brutta risposta. Così sia".
Nelle fonti europee non si parla di umiliazioni, tuttavia in seguito i racconti ottomani sulla prigionia di Bayezid divennero molto popolari e ispirarono diverse opere musicali, artistiche e letterarie. Una raccolta di tutte le versioni esistenti sulla prigionia di Bayezid, intitolata Asiae Europaeque elegantissima descriptio, fu compilata nel 1450 e donata a Papa Pio II.

### Morte

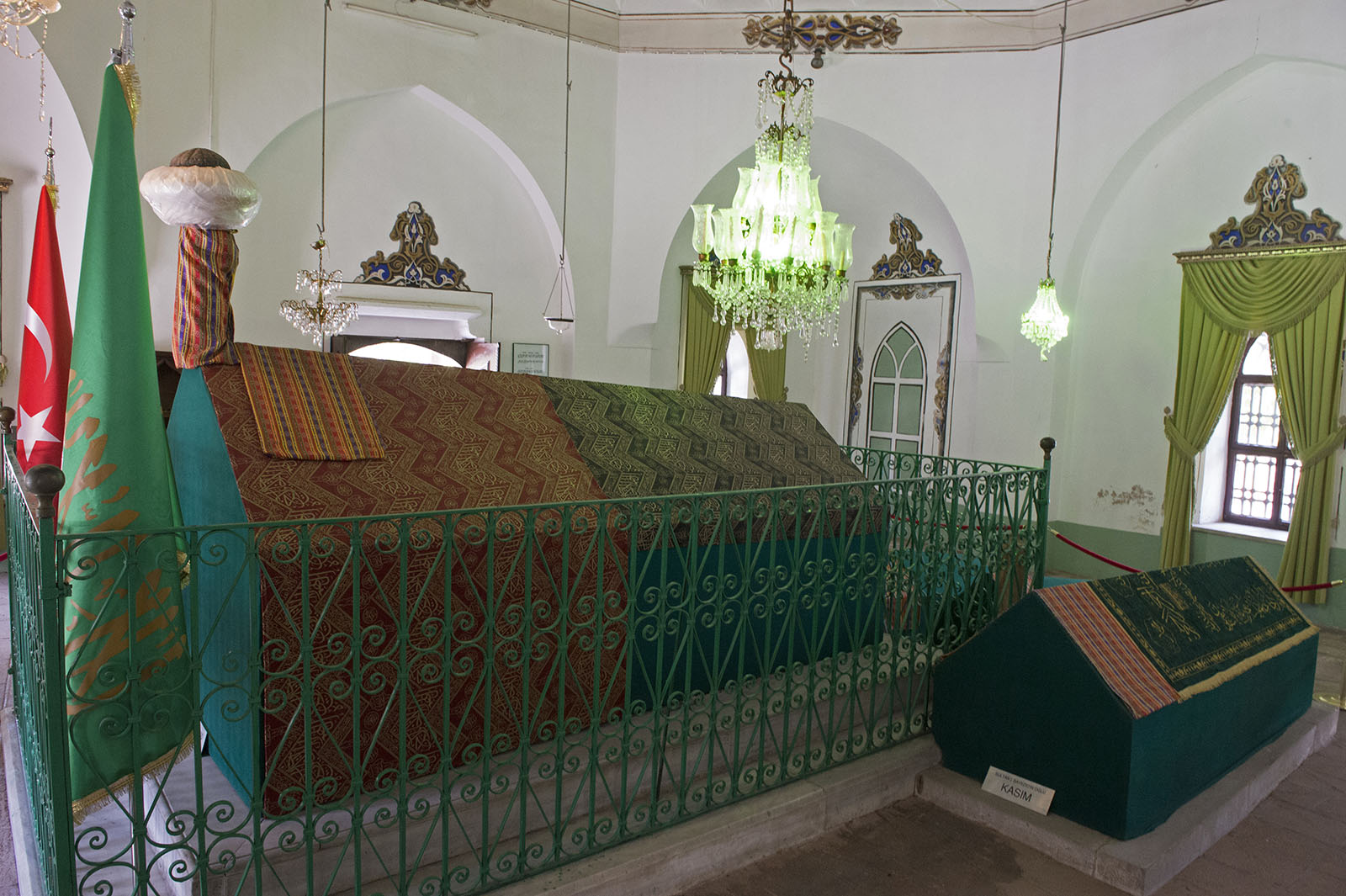
Sarcofago di Bayezid I nella sua türbe, all'interno della Moschea di Bayezid I

Bayezid morì ad Akşehir, sempre prigioniero, l'8 marzo 1403.
Come per la sua prigionia, vennero diffuse varie versioni della sua morte: che si suicidò sbattendo la testa contro le sbarre della sua gabbia, che si avvelenò, che fu ucciso per ordine di Tamerlano o che morì per un colpo apoplettico.
Il corpo venne infine riconsegnato ai suoi figli e sepolto all'interno della Moschea di Bayezid I a Bursa.

### Conseguenze
La cattura di Bayezid e la sua successiva morte in prigionia provocarono un enorme contraccolpo sull'impero ottomano. Tamerlano lo divise in tre parti, che assegnò ai figli di Bayezid e restituì l'indipendenza ai beylik anatolici.
In seguito i figli di Bayezid, Süleyman, Isa, Musa e Mehmed, iniziarono quindi una furiosa guerra civile l'uno contro gli altri per il trono che imperversò per un decennio e provocò la perdita di tutti i territori conquistati da Bayezid e suo padre Murad, riducendo drasticamente l'estensione e il potere dell'Impero.
Le guerre si conclusero solo nel 1413, quando Mehmed emerse come vincitore e nuovo e unico sultano.

## Famiglia

### Consorti
Bayezid I aveva almeno nove consorti:
- Fülane Hatun. Figlia di Costantino di Kostendil, sposò Bayezid nel 1372. Sua sorella maggiore sposò Murad I, mentre un'altra sua sorella sposò Yakub Çelebi, figlio di Murad I e fratellastro di Bayezid[26][28][29].
- Devletşah Sultan Hatun (1365 ca. - 23 gennaio 1414). Figlia di Süleyman Şah Bey, principe di Germiyan, e di Mutahhare Abide Hatun, nipote di Gialal al Din Rumi, fondatore dell'ordine Sufi, sposò Bayezid nel 1378[29][30].
- Fülane Hatun. Una figlia di Giovanni V Paleologo e sua moglie Elena Cantacuzena. Sposò Bayezid nel 1386. Diverse sue sorelle sposarono principi ottomani: Maria e Irene sposarono due figli del sultano Orhan, rispettivamente Murad I e Halil, mentre una terza sposò Yakub, figlio di Murad e fratellastro di Bayezid. Infine, due nipoti, figlie Teodoro e Zampia, sposarono Süleyman e Mustafa, figlio e nipote di Bayezid[29][31].
- Devlet Hatun (1370 ca. - 1422). Concubina schiava, madre di Mehmed I[29][30].
- Despina Hatun (1372 - 1444). Principessa serba, nata Maria Olivera Lazarević e figlia di Lazar I, sposò legalmente Bayezid nel 1390. Divenne la sua consorte preferita, ma fu estremamente impopolare fra gli ottomani, che la accusarono di aver corrotto il sultano e introdotto l'alcool a corte. Fu catturata da Tamerlano insieme a suo marito e obbligata a servirlo nuda[29][32].
- Hafsa Hatun. Figlia di Fahreddin İsa Bey del principato di Aydın, sposò Bayezid nel 1390[29][33].
- Maria Fadrique (1370 - 1394). Contessa di Salona, figlia di Louis Fadrique ed Elena Asanina Cantacuzena, entrò nell'harem di Bayezid nel 1393. Morì nel 1394, secondo alcune fonti giustiziata[29][33][34].
- Angelina Hatun (1380 - 1440). Figlia di un conte ungherese di nome Giovanni, fu liberata da Tamerlano e consegnata a Enrico III di Castiglia. In seguito sposò Diego Gonzalez di Contreras[29][31].
- Maria Hatun. Sorella di Angelina, fu anche lei liberata da Tamerlano e consegnata a Enrico III di Castiglia. In seguito sposò Payo Gonzales di Soto Mayor[29][31].

### Figli
Bayezid I aveva almeno dodici figli:
- Ertuğrul Çelebi (1376 – 1400[36]), Vali di Aydin. Prese parte alla campagna di Candar e combatté nella battaglia di Kirkdilim, il 20 luglio 1391. Morì per cause sconosciute e fu sepolto a Bursa[36].
- Süleyman Çelebi (1377 - 1411). Emiro di Rumelia e pretendente al trono ottomano[37].
- İsa Çelebi (1380 - 1403) - con Devletşah Hatun. Governatore dell'Anatolia e pretendente al trono ottomano[38][32][39].
- Mustafa Çelebi (1380 - 1402 o 1422). Pretendente al trono ottomano[40].
- Musa Çelebi (? - 1413) - con Devletşah Hatun. Emiro di Rumelia e pretendente al trono ottomano[41].
- Mehmed I (1386-1421) - con Devlet Hatun. Sultano ottomano.
- Yusuf Çelebi (1390 - 1417). Nel 1403, suo fratello Süleyman lo consegnò come ostaggio a Costantinopoli per ordine di Manuele II Paleologo. In seguito si convertì al cristianesimo con il nome di Demetrio.
- Kasim Çelebi. Era il fratello di sangue di Fatma Hatun. Nel 1403, suo fratello Süleyman lo consegnò come ostaggio a Costantinopoli per ordine di Manuele II Paleologo. In seguito ebbe un figlio, Orhan Çelebi[42].
- Hasan Çelebi. Ancora bambino al momento della cattura e della morte del padre, venne ucciso durante le successive guerre civili fra i fratelli maggiori.
- Ömer Çelebi.
- Korkud Çelebi.
- Ibrahim Çelebi.

### Figlie
Bayezid I aveva almeno cinque figlie:
- Fatma Hundi Sultan Hatun (1375 - 1430). Nel 1390 sposò Seyyid Şemseddin Mehmed Bukhara, Emir Sultan, ed ebbe quattro figli e due figlie gemelle. La leggenda vuole che Hundi ed Emir si sposarono in segreto dopo aver avuto una visione di Maometto, e che Bayezid accettò il loro matrimonio solo dopo che il genero si salvò "miracolosamente" dai soldati mandati a ucciderlo[44].
- Erhundi Hatun. Sposò Yakup Bey, figlio di Pars Bey. Nel 1393 c'erano state trattative per darla in sposa a Ladislao I di Napoli, che desiderava l'aiuto ottomano contro Sigismondo d'Ungheria, ma il matrimonio non si concretizzò a causa del rifiuto della conversione al cristianesimo della sposa[45][46].
- Öruz Hatun - con Despina Hatun. Nel 1403 sposò Abu Bakr Mirza, figlio di Mirza Celaleddin Miranşah e nipote di Tamerlano, da cui ebbe almeno una figlia, Ayşe Hatun.
- Paşa Melek Hatun - con Despina Hatun. Nel 1403 sposò Şemseddin Mehmed, figlio di Emîr Celaluddîn İslâm, comandante militare di Tamerlano, e fu inviata a vivere a Samarcanda.
- Fatma Hatun (1393 - 1417). Era sorella di sangue di Kasim Çelebi. Nel 1403, suo fratello Süleyman la consegnò come ostaggio a Costantinopoli per ordine di Manuele II Paleologo. Rientrata in patria all'ascesa di Mehmed I, nel 1413 sposò un governatore ottomano[42].

## Aspetto fisico e personalità

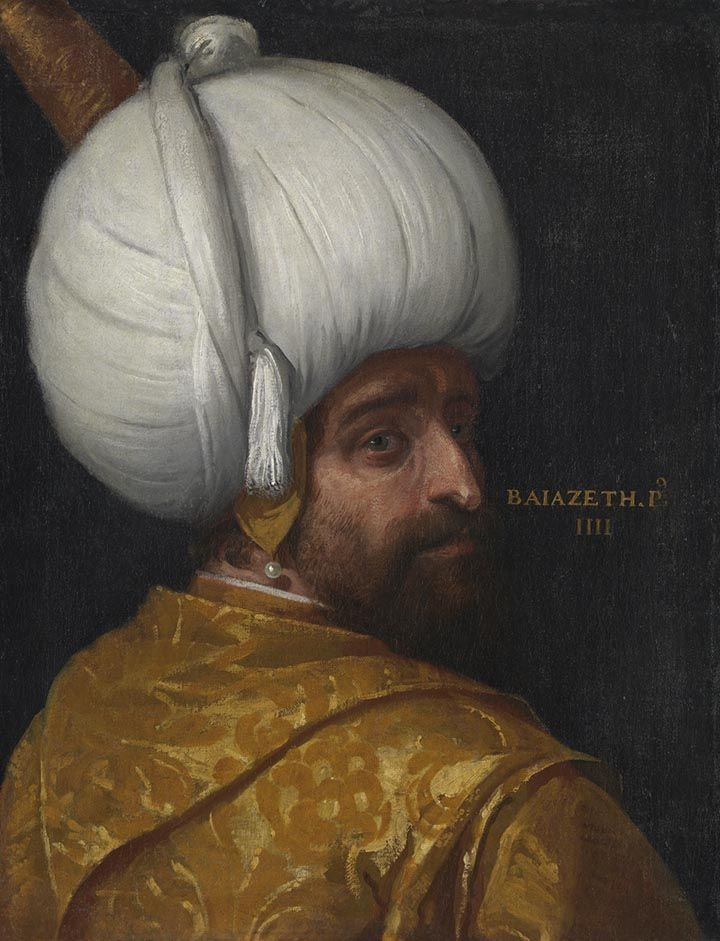
Bayezid I, Paolo Veronese, 1528-1588

Bayezid I venne descritto come un uomo dalle spalle larghe e il viso tondo, dalla pelle chiara. Aveva capelli castano e occhi nocciola, naso dritto e una la barba lunga e folta.
Era un uomo dalla personalità impulsiva, imprudente e imprevedibile. Preferiva la guerra al governo, che era solito delegare ai suoi visir e governatori. Era considerato piuttosto dissoluto: beveva in maniera smodata nonostante le proibizioni islamiche e aveva gusti lussuosi, che si espressero in una corte paragonabile a quella dell'apogeo bizantino. Sia i contemporanei che la storiografia ottomana seguente incolpò di questi vizi la consorte favorita di Bayezid, la principessa serba-bizantina Olivera Despina, che venne accusata di aver corrotto il sultano con la dissolutezza occidentale. Ciononostante, Bayezid era un uomo religioso: manteneva una cerchia di figure religiose e si recava spesso a pregare in solitudine nelle moschee di Bursa e Edirne.
Il suo interesse e talento principale era però la guerra: grande comandante e stratega, in tredici anni di regno subì pochissime sconfitte, di cui l'unica ad avere conseguenze veramente gravi fu l'ultima, fatale, contro Tamerlano.

## Soprannome
La maggior parte degli storici crede che Bayezid venne soprannominato il fulmine (Yildirim) a causa della sua velocità di reazione militare, in particolare durante la ribellione karamanide nel 1386, e questa ipotesi è supportata dal momento che il soprannome compare per la prima volta nelle lettere inviate in risposta a seguito di questo evento.
Esistono tuttavia ipotesi alternative: Bostanzade Yahya Efendi, nel XVII secolo, scrive che il nome era dovuto alla sua natura arrogante e impetuosa, ed è della stessa idea anche Müneccimbaşı Ahmed Dede, che scrisse che il nome era legato al gusto per la violenza illimitata del sultano. È invece un'ipotesi solitamente rifiutata quella che vede Yildirim non come un soprannome ma come il nome tribale di Bayezid.

## Eredità
Se nella prima parte del suo regno Bayezid riuscì a estendere l'impero ottomano fino al Danubio e all'Eufrate, la devastante sconfitta contro Tamerlano riportò lo status ottomano indietro di decenni. Il territorio dell'Impero si ridusse fino a un'estensione pari a quella dei tempi di Orhan I, nonno di Bayezid, e i Beylik anatolici recuperarono la loro indipendenza.
La divisione del territorio ottomano rimasto fra i figli di Bayezid inaugurò il decennio di guerre civili nota come interregno ottomano (1402-1413), forse l'epoca di maggior debolezza dell'Impero ottomano dalla sua fondazione all'ultima fase di decadenza nel XIX secolo.
Tuttavia, Tamerlano puntava alla conquista della Cina e per questo motivo trascurò di sconfiggere completamente gli ottomani, limitandosi alla cattura di Bayezid. Questo fece sì che l'Impero potesse risorgere quando Mehmed I sconfisse tutti gli altri pretendenti e si instaurò come nuovo sultano.

## Nell'arte

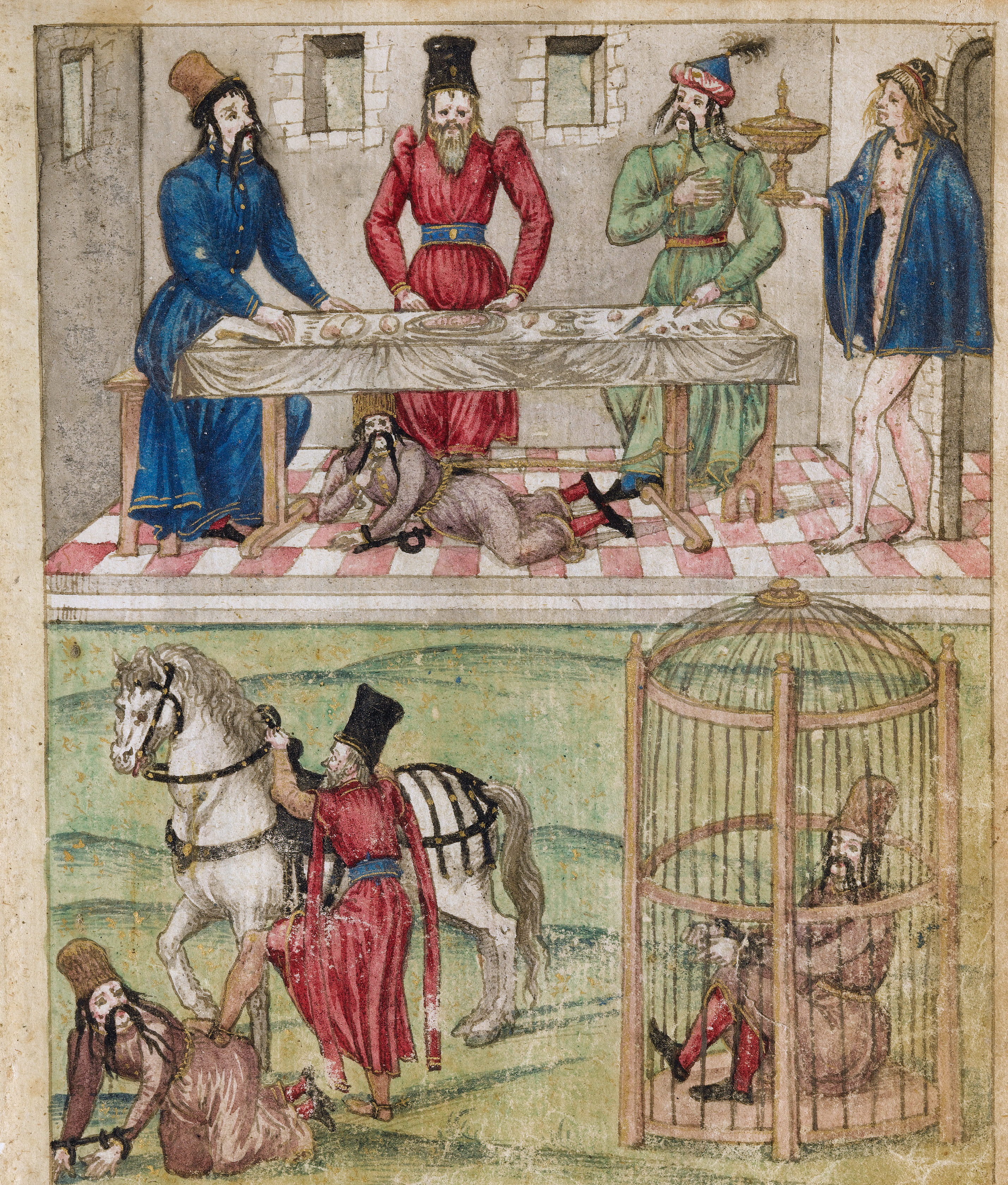
Miniature che rappresentano Bayezid e Olivera Despina in prigionia

Bayezid compare come personaggio nelle seguenti opere:
- Tamerlano il Grande, di Christopher Marlowe (1587).
- Le Gran Tamerlan et Bejezet, di Jean Magnon (1648)
- Tamerlano, di George Frideric Handel (1725)
- Bajazet (nota anche come Tamerlano), di Antonio Vivaldi (1735).